# Al-dunai háború
Al-dunai háborúnak nevezik azokat a török elleni katonai akciókat, melyeket a balkáni fejedelemségek és a Magyar Királyság erői hajtottak végre az 1420-as években, elsősorban az Al-Duna mentén.

## Története
1420-ban, amint a török megvetette a lábát Havasalföldön megtámadta Erdélyt a Vulkán szoroson át, és a készületlen Csáki Miklós vajda hadát Hátszegnél legyőzték, Szászvárost elfoglalták és elpusztították. I. Mehmed szultán 1421-ben meghalt, utóda és fia II. Murád sereget küldött II. Dan havasalföldi vajda ellen, akit bár a szultán tett vajdává, elűzve Mirceát, de ö Zsigmondnak is meghódolt. Miután végeztek Havasalföldön, a Tömösi szoroson át Erdélybe nyomultak. Bevették Brassó városát (de a várat nem!) és felégették a Barcaságot. A trónra jutó II. Murád szultán a Balkán teljes bekebelezésére törekedett, de a helyi portyázó csapatok főleg Gyurgyevóból támadták Erdélyt. 1423-ban Ozorai Pipó olasz származású hadvezér, Zsigmond király szolgálatában mélyen benyomult Havasalföldre, az Al-Duna térségébe, ott legyőzött egy 15 000 fős török sereget, ezt követte Pipó két másik sikeres hadjárata. 
Időközben a hadviselő felek 2 évre békét kötöttek, mivel Murad testvére fellázadt Ázsiában. 1425-ben a szultán Dán helyett Radult, Dán testvérét tett a trónra, aki Zsigmondhoz menekült így új háború kezdődött. 1425 nyarán Ozorai Pipo a Duna mentén és ugyanakkor Csáki Miklós erdélyi vajda az erdélyi nemességgel az erdélyi havasokon át nyomult be Havasalföldre. Egy harmadik tartalékcsoport augusztus 16-án Orsovánál szállt táborba. A hadjárat végül nem hozott nagyobb összecsapásokat. Zsigmond megszerezte Lazarovics vajdától Nándorfehérvár, Macsó, Galambócz, Szokol, Szomszédvár, Brodar, Halap várait cserébe magyarországi birtokokért Brankovics György részére. Ozorai Pipo a Duna mentén előnyomulva, Galambócnál jelentős Ottomán haderőt győzött le, de1426 december 27-én meghalt. 1427-ben még sikerült annyit elérni, hogy a magyarbarát II. Dan kerüljön a román fejedelemség székébe. Tavasszal Zsigmond Havasalföldre vonult a seregével, de ütközetet nem vállalt. Közben Lazarevics vajda is meghalt, de Galambócót a szerb várkapitány eladta a töröknek, a többi várat sikerült beintegrálni a rendszerbe. 1428-ban Zsigmond megpróbálta elfoglalni Galambócot, de a Murád vezette felmentő sereg elől menekülnie kellett és békét kért.